# بسام الخطیب
بسام الخطیب (انگلیسی: Bassam Al-Khatib؛ زادهٔ ۵ اکتبر ۱۹۷۵) بازیکن فوتبال اهل اردن بود.
از باشگاه‌هایی که در آن بازی کرده‌است می‌توان به باشگاه فوتبال الاهلی (امان) و باشگاه فوتبال الشباب اردن اشاره کرد.
وی همچنین در تیم ملی فوتبال اردن بازی کرده‌است.